# Chang Myon

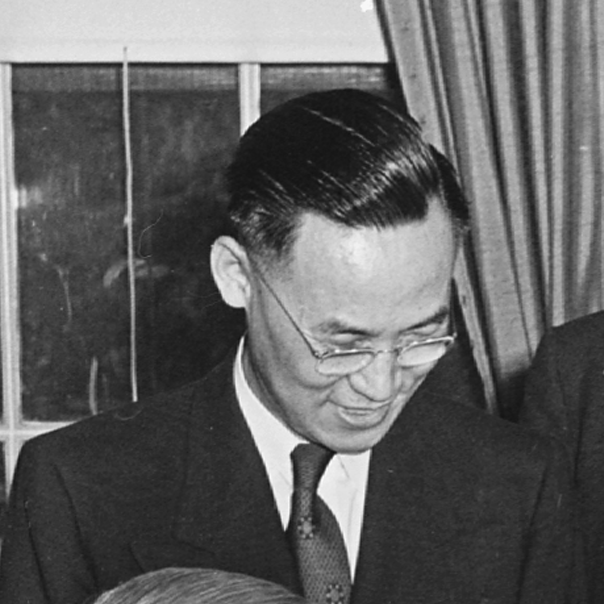
Chang Myon, 1951

Chang Myon, hangul 장면, hanja 張勉, född 28 augusti 1899 i Seoul, död 4 juni 1966 i Seoul, var en sydkoreansk politiker och diplomat. Han var Sydkoreas första ambassadör i USA 1949–1951 och valdes till Sydkoreas premiärminister 1950–1952 och 1960–1961. Han var Sydkoreas vicepresident 1956–1960.